# Stjepan I. Lacković
Stjepan I. Lacković (deutsch Stephan I. Laczkowitsch, ungarisch Lackfi István I.; † 1353) war Ban von Kroatien, Slawonien und Dalmatien aus dem Hause Lacković.

## Leben
Stjepan I. Lacković war der Sohn von Ladislaus Lacković, einem Adligen aus Siebenbürgen. Er war Herzog von Siebenbürgen, eines historischen und geografischen Gebiet im südlichen Karpatenraum, das damals (14. Jahrhundert) zu Ungarn gehörte.
Er wurde 1350 zum Ban von Kroatien, Slawonien und Dalmatien ernannt. Der kroatisch-ungarische König Ludwig I. („Der Große“) von Anjou verlieh ihm gleichzeitig die Gespanschaft Međimurje, den nördlichsten Teil Kroatiens, mit der Festung Čakovec. Die Familie Lacković herrschte über dieses Gebiet in den nächsten 47 Jahren.
Lacković hatte sechs Kinder, unter anderen seinen Nachfolger Stjepan II., der später auch Ban von Kroatien war.